# Hiroyuki Tomita
Hiroyuki Tomita (Osaka, Japón, 21 de noviembre de 1980) es un gimnasta artístico japonés, especialista en la prueba de barras paralelas, con la que ha sido subcampeón olímpico en 2004 y subcampeón del mundo en 2006; además ha sido campeón olímpico en 2004 en el concurso por equipos, subcampeón olímpico en 2008 también por equipos, campeón mundial en la general individual en 2005, y subcampeón mundial en la general individual en 2006 y en 2007 por equipos.

## Carrera deportiva
En el Mundial de Anaheim 2003, gana dos medallas de bronce: en la general individual —quedando tras el estadounidense Paul Hamm y el chino Yang Wei— y en el concurso por equipos, tras China y Estados Unidos.
En las Olimpiadas de Atenas 2004 consigue la medalla de oro en el concurso por equipos —por delante de Estados Unidos y Rumania— y la de plata en las barras paralelas, tras el ucraniano Valeri Goncharov.
En el Mundial de Melbourne 2005 consigue el oro en la general individual, por delante de su compatriota el japonés Hisashi Mizutori y el bielorruso Denis Savenkov.
En el Mundial de Aarhus 2006 gana tres medallas: plata en la general individual —tras el chino Yang Wei—, plata en barras paralelas —de nuevo tras el chino Yang Wei y empatado a puntos con el surcoreano  Yoo Won-chul— y bronce en equipos, tras China y Rusia.
En el Mundial de Stuttgart 2007 consigue la plata en el concurso por equipos, por detrás de China y por delante de Alemania.
Por último en los JJ. OO. de Pekín 2008 gana la plata en equipos, por detrás de China y por delante de Estados Unidos.